# Park Kyungri
Park Kyungri (coréen: 박경리, née le 5 juillet 1990), mieux connue sous le nom de Kyungri (coréen: 경리) ou de Gyeongree, est une chanteuse, danseuse et actrice sud-coréenne. Elle faisait
partie du girl group sud-coréen Nine Muses et du sous-groupe Nasty Nasty.